# Facebook in the rain
Facebook in the rain è un romanzo della scrittrice Paola Mastrocola. La prima edizione è stata pubblicata nel 2012 dal Gruppo Editoriale L'Espresso e dalla casa editrice Guanda. Questo libro fa parte della collana Prosa Contemporanea.

## Trama
Evandra Martella è una casalinga che conduce una vita semplice e serena accanto al marito, in un paesino del Centro Italia. Improvvisamente, la sua tranquilla esistenza viene sconvolta dalla scomparsa prematura del consorte che la fa precipitare in una disperazione assoluta e angosciante. La sua unica figlia, che vive a Roma, resterà accanto a lei per un breve periodo poi tornerà ai suoi studi nella capitale; anche la sorella e l'amica d'infanzia Rosalena cercheranno di starle vicino, ma riprenderanno presto la loro vita frenetica e intensa. A Evandra non resterà che un solo modo per sopravvivere alla solitudine: passare le giornate al cimitero, prendersi cura della tomba del marito e socializzare con le altre persone che, come lei, trascorrono ore e ore nel luogo dove riposano i loro cari. Le visite al cimitero diventeranno per la protagonista del romanzo l'unico scopo di vita finché un periodo di pioggia più lungo del solito la costringerà a stare chiusa in casa e a fare i conti con le sue interminabili giornate vuote e noiose. E a quel punto Evandra chiederà aiuto alla sua amica Rosalena ponendole l'insolita domanda:“Ma secondo te, io, cosa posso fare quando piove?” Il consiglio dell'amica le aprirà un nuovo mondo, il mondo virtuale di Facebook, fino a quel momento per lei completamente sconosciuto; sarà Gesualdo Spossato, detto Baldo, con le sue quotidiane lezioni di informatica ad aiutarla. Evandra riuscirà così a farsi nuove “amicizie”, tra le quali ci sarà perfino un innamorato misterioso e ostinato; le sembrerà finalmente di riaprirsi alla vita, spingendosi fino a voler conoscere di persona alcuni dei suoi nuovi amici comprendendo, a sue spese, di come può essere falso il mondo virtuale del social network. Facebook diventerà ben presto per la protagonista del romanzo una vera e propria ossessione, una dipendenza che le farà trascurare le visite al cimitero creandole forti sensi di colpa. A questo punto, per alleviare la sua inquietudine, Baldo e il cognato monteranno una macchina che farà piovere ininterrottamente davanti alle sue finestre, cosicché Evandra potrà dedicarsi completamente alla sua grande passione senza più dolorosi sensi di colpa. Ed è proprio davanti al suo amato computer che la protagonista del romanzo verrà trovata esanime, annientata da quel mondo virtuale nel quale illusoriamente lei aveva cercato conforto.

## Personaggi
Evandra è la protagonista del romanzo. Ha 48 anni ed è soprannominata la vedova Martella, in quanto da due anni va tutti giorni al camposanto per far visita al marito, attività che le riempie il vuoto della vita. Non ha mai avuto un interesse particolare per la tecnologia, a differenza del marito. Ama molto il Natale, tanto che addobba il loculo di Aurelio così che anche lui abbia il suo. Iniziando a usare Facebook la sua vita diventa piena e si sente realizzata. Le istruzioni basilari le vengono impartite da Baldo e, una volta divenuta esperta, inizia ad accettare l'amicizia a tutti, perché sostiene che l'amicizia non si nega a nessuno, tutti fuorché amun certo Orso Bruno. Facebook diventa per lei una dipendenza tant'è che si sentiva di tradirlo quando andava al cimitero. Decide quindi di stare a casa e usare Facebook quando piove e di andare dal marito quando c'è il sole. A causa dell'invenzione creata dal cognato e da Baldo, a fin di bene, Facebook per lei diventa una malattia che la porta al ricovero.
Gesualdo Spossato, è un collega di Rosalena disponibile a insegnare a Evandra a usare Facebook. "Aveva 55 anni e viveva ancora con la madre, una ricca signora ottantenne, in una bella villa ottocentesca, vicino alla piazza centrale. Era un po' stempiato. Lungo e dritto che sembrava un pioppo. Lo chiamavano tutti Baldo perché ispirava molta reverenza, così lungo ed elegante com'era, sempre vestito di grigio chiaro, abbottonato e con la cravatta blu.” È un uomo sensibile che ama le opere liriche, soprattutto La bohème. Figlio della signora Nunzia Passalacqua e dell'ingegnere Callisto Spossato. Essendo figlio unico ricevette un'educazione iperprotettiva. I genitori desideravano che si innamorasse della primogenita di una famiglia nobile, ma Gesualdo era un bambino scontroso e ribelle ma anche timido, introverso e di poche parole. Studia da commercialista e tende a evitare le ragazze seppur fortemente attratto. In realtà odia Facebook ma è l'unico modo di conoscere Evandra ed entrare in contatto con lei.
Aurelio Martella è il marito della protagonista, più vecchio di 12 anni. Possedeva campi e lavorava insieme all'amico Mario in una piccola tipografia, rappresentando con questa il reddito della famiglia, in quanto era contrario all'idea che la moglie lavorasse. I due erano molto legati da fare tutto assieme. È molto più “moderno” rispetto a Evandra, possiede infatti un telefono cellulare. Muore a 60 anni a causa di un'emorragia cerebrale.
Rosalena Acquaviva è la migliore amica di Evandra. È di buona famiglia, sua madre era stata maestra alle elementari e suo padre medico condotto. È una persona buona, ma a volte rude. Lei ed Evandra si conoscono dalle elementari, ma Rosalena è stata sempre più energica, più allegra, più elegante e dinamica. Non si è mai sposata e lavora come contabile in una piccola industria tessile specializzata in tovaglie da tavola old style. Ha una vita sociale molto attiva, va in palestra, guarda quiz e reality e chatta con gli amici. È grazie a lei che Evandra scopre Facebook.
Secondo è il marito di Anna e cognato di Evandra. Lavora come elettrauto in un'officina nel centro della città. Si trova bene con la protagonista anche se si parlano poco. Contribuisce insieme a Baldo a costruire la macchina della pioggia perché felice di fare un regalo gradito a Evandra.
Alessia Martella è l'unica figlia dei protagonisti. A 20 anni si trasferisce a Roma per studiare, ritorna però a casa per un mese alla morte del padre. I genitori si lamentano perché non chiama quasi mai, ma il loro rapporto contrastante si migliora grazie a Facebook.
Anna è la sorella della protagonista che vive con il marito Secondo e i tre figli adolescenti a 30 km da Evandra.
AMICHE DEL CIMITERO
Lucia Scatarla “aveva più di 70 anni e pesava 100 kg buoni, ma sembrava una saetta tra le tombe”. È una delle amiche che Evandra incontra al cimitero. Lucia ci andava per salutare il marito e la figlia più piccola e fin dall'inizio le era subito piaciuta Evandra.
Palma Galli Bruma una brasiliana, ex ballerina nei piano bar. Ama vestirsi ancora come se lo fosse. È una brava donna, di poche parole con le gambe magre e lunghe che tiene sempre scoperte, cosa che le fece ottenere il soprannome di Palo. È molto fedele al marito Giuseppe Bruma. Anche lei è una delle amiche di cimitero della protagonista.
Candida Torribondi è una ragazza molto giovane che ha perso il fidanzato, Arnoldo Ferrandino, a causa di un incidente stradale e con cui avrebbe dovuto sposarsi l'anno successivo. È sempre sorridente anche se molto addolorata per la perdita del suo amato. È l'ultima delle amiche che Evandra incontra al cimitero.

## Edizioni
- Paola Mastrocola, Facebook in the rain, Bergamo, Guanda, 2012.